# Gwiezdne wrota (urządzenie)
Gwiezdne wrota – fikcyjne urządzenia będące centralnym punktem historii mających miejsce w Świecie Stargate. Budowniczymi wrót byli Pradawni, jedna z najstarszych i najbardziej zaawansowanych ras w serialowym świecie. Wrota przedstawiane są jako duże, zwykle ustawione pionowo, metalowe pierścienie. Służą one do transportu ludzi i przedmiotów nieożywionych na duże (międzyplanetarne lub międzygalaktyczne) odległości. Ich działanie jest oparte na tworzeniu stabilnych tuneli czasoprzestrzennych (z ang. wormhole, dosł. robacza dziura), tunele nie są jednak dwukierunkowe, a transport odbywa się z wrót, które adres wybrały, do wrót które je przyjęły. Wrota znajdują się na wielu planetach w galaktykach Drogi Mlecznej oraz Pegaza, jak i innych lokalizacjach w całym wszechświecie, gdzie dotarli ich budowniczy.
W fikcyjnym języku Goa’uldów, gwiezdne wrota tłumaczy się jako Chappa’ai (Cza-pa-aj). To określenie, używane przez wiele światów Stargate, rozpowszechnili Goa’uldowie. Były również nazywane: Pierścieniem bogów, Kręgiem Stojącej Wody, Wejściem, Kamiennym Pierścieniem, Pierścieniem, Pierścieniem Przodków i Portalem (głównie przez przedstawicieli mniej zaawansowanych cywilizacji, które bały się lub szanowały to urządzenie).
Każde gwiezdne wrota posiadają 9 klamer (ang.Chevron) na zewnętrznym pierścieniu oraz 39 lub 36 symboli na wewnętrznym pierścieniu. Ich średnica wynosi zazwyczaj 6,7 m (22 ft), a masa 29 ton (64 000 lbs). Wykonane są z fikcyjnego, ciężkiego minerału „Naqahdah”, który naturalnie występuje tylko na kilku planetach Drogi Mlecznej. Prawie zawsze stoją pionowo, gdyż inne usytuowanie powodowałoby brak możliwości ich pełnego wykorzystania.
Adresy gwiezdnych wrót wybierane są urządzeniem zwanym DHD, a w przypadku jego braku można wybrać adres używając superkomputerów (np. na Ziemi) lub ręcznie poruszać wewnętrznym pierścieniem, podpinając gwiezdne wrota bezpośrednio do źródła zasilania (tylko w przypadku wrót Drogi Mlecznej). Każdy adres składa się z 6 symboli, adresu wrót do których otwieramy tunel, oraz symbolu wyjściowego informującego z jakiej części galaktyki „dzwonimy”. Jeżeli chcemy, aby wrota otworzyły tunel do innej galaktyki, musimy ostatni symbol poprzedzić symbolem kierunkowym danej galaktyki oraz posiadać dość energii. Adres taki składa się z 8 symboli i można go wybrać tylko z Ziemi i Atlantydy, oraz innych planet posiadających odpowiednie DHD. Adres prowadzący na Przeznaczenie, czyli zarzucony projekt „Pradawnych”, składa się z 9 symboli. Nie jest to jednak czysty adres, lecz szyfr, po wprowadzeniu którego otwiera się tunel czasoprzestrzenny w miejscu, w którym właśnie znajduje się statek. Wrota w bazie danych „Przeznaczenia” nie posiadają DHD.

## Symbole na wrotach
Na odnalezionych na Ziemi, w Gizie, gwiezdnych wrotach znajdowało się 39 różnych symboli. Ponieważ do połączenia się z wrotami na innej planecie (lub księżycu) wybieranych było 6 symboli plus symbol pochodzenia, dawało to 137 231 006 679 możliwych kombinacji. Do podróży międzygalaktycznych potrzebny był 8 symbol, co razem dawało 5 352 009 260 481 możliwych kombinacji, jednak tylko niewielka liczba spośród nich była prawidłowa, więc praktycznie uniemożliwiało to zestawienie połączenia wybierając symbole losowo. Natomiast kombinacja z 9 symbolami to szyfr prowadzący na Destiny, statek pradawnych. Kombinację tę można wybrać tylko z niektórych planet o bardzo specyficznym składzie.

## Gwiezdne wrota Drogi Mlecznej
W filmie pierwsze urządzenie tego typu odnaleziono na Ziemi w Gizie, w roku 1920, wraz z kamienną pokrywą i 6 symbolami, będącymi adresem wrót na planecie Abydos. W serialu Gwiezdne wrota: SG1 okazuje się, że w latach 50. wojsko sądząc, że urządzenie może być bronią, testowało wrota. Udało się je uruchomić, lecz śmiałek po wejściu „w kałużę” nie wrócił, a projekt zarzucono. Powrócono do niego około roku 1980, a w 1995 udało się wybrać adres złożony z 7 symboli. Adres wybierany jest przez zablokowanie siedmioma klamrami siedmiu (lub więcej) symboli. Podczas wybierania wewnętrzny pierścień się obraca na zmianę zgodnie z ruchem wskazówek zegara i przeciwnie, zatrzymując się podczas blokowania adresu klamrami. Klamer jest 9, lecz dwie dolne służą zwykle jako mocowanie wrót, a tym samym często są zabudowane (nie służą niczemu więcej). Wybieranie adresu zaczyna się od górnej prawej klamry i tak, zgodnie z ruchami wskazówek zegara, aż do tej na samej górze. Każdy dodatkowy symbol wybierany jest górną klamrą. Jeśli adres jest poprawny, wrota się otwierają. Tunele przychodzące blokowane są przez obracanie się pierścienia wewnętrznego i podświetlenie klamer. Symbole na wewnętrznym pierścieniu przedstawiają konstelacje Gwiazd widziane z Ziemi i wyglądają tak:
| Pozycja | Symbol | Konstelacja        | Pozycja | Symbol | Konstelacja     | Pozycja | Symbol | Konstelacja |
| ------- | ------ | ------------------ | ------- | ------ | --------------- | ------- | ------ | ----------- |
| 1       |        | Symbol pochodzenia | 14      |        | Mikroskop       | 27      |        | Byk         |
| 2       |        | Puchar             | 15      |        | Koziorożec      | 28      |        | Woźnica     |
| 3       |        | Panna              | 16      |        | Ryba Południowa | 29      |        | Erydan      |
| 4       |        | Wolarz             | 17      |        | Źrebię          | 30      |        | Orion       |
| 5       |        | Centaur            | 18      |        | Wodnik          | 31      |        | Mały Pies   |
| 6       |        | Waga               | 19      |        | Pegaz           | 32      |        | Jednorożec  |
| 7       |        | Wąż                | 20      |        | Rzeźbiarz       | 33      |        | Bliźnięta   |
| 8       |        | Węgielnica         | 21      |        | Ryby            | 34      |        | Hydra       |
| 9       |        | Skorpion           | 22      |        | Andromeda       | 35      |        | Ryś         |
| 10      |        | Korona Południowa  | 23      |        | Trójkąt         | 36      |        | Rak         |
| 11      |        | Tarcza             | 24      |        | Baran           | 37      |        | Sekstant    |
| 12      |        | Strzelec           | 25      |        | Perseusz        | 38      |        | Mały Lew    |
| 13      |        | Orzeł              | 26      |        | Wieloryb        | 39      |        | Lew         |

1. ↑  Jest to charakterystyczny dla ziemskich gwiezdnych wrót symbol. Urządzenia w innych lokalizacjach miały inny unikatowy symbol.

## Gwiezdne wrota Galaktyki Pegaza
Wrota w tej galaktyce są nowsze, „Pradawni” zaprojektowali je i zbudowali najpóźniej. Urządzenie nie posiada żadnych ruchomych elementów. Wybieranie adresu podobnie jak w Drodze Mlecznej odbywa się poprzez blokowanie 7 (lub więcej) symboli adresów przez 7 klamer (2 dolne są nieaktywne). W miejscu ruchomego pierścienia budowniczowie umieścili kryształowe wyświetlacze, które podczas wybierania podświetlają pojedynczo symbole, blokując je klamrami. Podobnie jak we wrotach naszej galaktyki, klamry blokowane są od górnej prawej do tej na samej górze, z tym że nie zachodzi żadna aktywność mechaniczna wrót, a klamry podświetlane są na niebiesko. Podczas zewnętrznej aktywacji (tunel przychodzący), po kolei zapalają się wszystkie symbole wraz z klamrami. Symbole na wrotach z galaktyki Pegaza również przedstawiają konstelacje jednakże zmyślone na potrzeby serialu.
| Pozycja | Symbol | Konstelacja | Pozycja | Symbol | Konstelacja | Pozycja | Symbol | Konstelacja |
| ------- | ------ | ----------- | ------- | ------ | ----------- | ------- | ------ | ----------- |
| 1       |        | Arami       | 13      |        |             | 25      |        |             |
| 2       |        |             | 14      |        |             | 26      |        |             |
| 3       |        |             | 15      |        | Salma       | 27      |        |             |
| 4       |        |             | 16      |        |             | 28      |        |             |
| 5       |        | Ecrumig     | 17      |        |             | 29      |        |             |
| 6       |        |             | 18      |        | Alura       | 30      |        |             |
| 7       |        |             | 19      |        | Subido      | 31      |        |             |
| 8       |        |             | 20      |        | Rdehi       | 32      |        |             |
| 9       |        |             | 21      |        |             | 33      |        |             |
| 10      |        |             | 22      |        |             | 34      |        | Gilltin     |
| 11      |        |             | 23      |        |             | 35      |        |             |
| 12      |        |             | 24      |        |             | 36      |        |             |

1. ↑  Jest to charakterystyczny dla gwiezdnych wrót na Atlantydzie symbol. Urządzenia w innych lokalizacjach miały inny unikatowy symbol.

## Gwiezdne wrota z bazy wrót Przeznaczenia
Wrota te zostały prawdopodobnie zaprojektowane jako pierwsze, ich produkcja odbywa się na statkach „Rozstawiaczach” poruszających się przed statkiem „Przeznaczenie”, następnie są umiejscawiane na planetach. Wrota te nie posiadają klamer blokujących, symbole (jest ich 36) wybierane są przez znajdująca się na samej górze podświetloną kulę (na statku). Wrota przypominają ziemskie wrota z tym, że nie posiadają ruchomego wewnętrznego pierścienia; porusza się cała przednia część wrót. Podobnie jak te z Drogi Mlecznej obracają się na zmianę, w prawo i w lewo. Blokowane symbole podświetlają się na biało, tak samo jak dziewięć klamer w chwili rozpoczęcia wybierania adresu. Horyzont zdarzeń wrót jest również biały. Połączenie przychodzące sygnalizowane jest poprzez obrót wrót i podświetlenie klamer. Wrota na „Przeznaczeniu” nie posiadają przesłony (inaczej niż na Ziemi i Atlantydzie), nie posiadają też rozbudowanego DHD, adres wybiera pokładowy komputer. Wrota „Przeznaczenia” posiadają dwa adresy, jeden 9 symbolowy, który otwiera tunel niezależnie od miejsca znajdowania się, drugi prawdopodobnie 6 symbolowy służy do otwieranie wrót na krótszą odległość przy użyciu mniejszej ilości energii. Adres 6 symbolowy ulega ciągłym zmianom wskutek poruszania się statku. Na wrotach znajduje się 36 symboli:
| Pozycja | Symbol | Konstelacja | Pozycja | Symbol | Konstelacja | Pozycja | Symbol | Konstelacja | Pozycja | Symbol | Konstelacja |
| ------- | ------ | ----------- | ------- | ------ | ----------- | ------- | ------ | ----------- | ------- | ------ | ----------- |
| 1       |        | A           | 10      |        | J           | 19      |        | S           | 28      |        | 2           |
| 2       |        | B           | 11      |        | K           | 20      |        | T           | 29      |        | 3           |
| 3       |        | C           | 12      |        | L           | 21      |        | U           | 30      |        | 4           |
| 4       |        | D           | 13      |        | M           | 22      |        | V           | 31      |        | 5           |
| 5       |        | E           | 14      |        | N           | 23      |        | W           | 32      |        | 6           |
| 6       |        | F           | 15      |        | O           | 24      |        | X           | 33      |        | 7           |
| 7       |        | G           | 16      |        | P           | 25      |        | Y           | 34      |        | 8           |
| 8       |        | H           | 17      |        | Q           | 26      |        | Z           | 35      |        | 9           |
| 9       |        | I           | 18      |        | R           | 27      |        | 1           | 36      |        | 0           |